# ديميتري أرسلانوف
ديميتري أرسلانوف (بالروسية: Арсланов, Дмитрий Родионович)‏ هو لاعب كرة قدم روسي في مركز الوسط، ولد في 10 فبراير 1990 في Novoorsk ‏ في روسيا. لعب مع سيسكا موسكو ونادي كيزيلجار.

## وصلات خارجية
- ديميتري أرسلانوف على موقع قاعدة بيانات كرة القدم.إي يو (الإنجليزية)
- ديميتري أرسلانوف على موقع Soccerway.com (الإنجليزية)